# مارتن في. بيرغن
مارتن في. بيرغن (بالإنجليزية: Martin Vorhees Bergen, Jr.)‏ هو لاعب كرة قاعدة ومحامي أمريكي، ولد في 29 يناير 1872 في كامدن في الولايات المتحدة، وتوفي في 8 يوليو 1941 في فيلادلفيا في الولايات المتحدة بسبب نوبة قلبية.